# Campo volcánico de Andahua y Orcopampa
El  campo volcánico de Andahua y Orcopampa es una región volcánica ubicada en el sur del Perú, en la provincia de Castilla, Arequipa. Este  campo volcánico se encuentra en la Cordillera Volcánica Central de los Andes y comprende una extensa área con una gran concentración de volcanes y estructuras volcánicas.

## Descripción

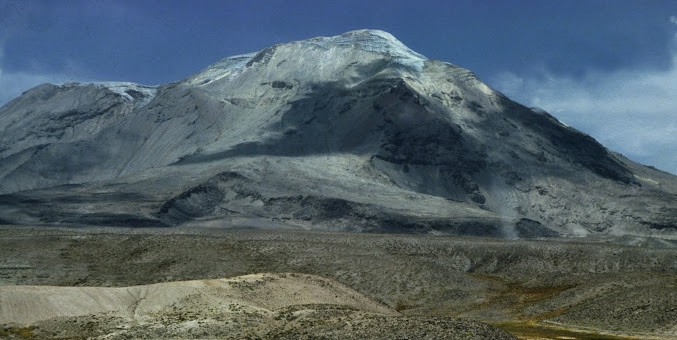
Volcán Ampato, ubicado en Arequipa.

El  campo volcánico de Andahua y Orcopampa es conocido por su actividad volcánica histórica y actual. Algunos de los volcanes más destacados de esta región incluyen el Volcán Andahua, el Volcán Sabancaya, el Volcán Coropuna y el Volcán Ampato. Estos volcanes tienen alturas que varían entre los 5000 y los 6425 metros sobre el nivel del mar.
La región del  campo volcánico de Andahua y Orcopampa ha experimentado erupciones volcánicas significativas en el pasado. El Volcán Sabancaya, por ejemplo, ha tenido numerosas erupciones a lo largo de la historia registrada, siendo una de las fuentes más importantes de cenizas volcánicas en el Perú. El Volcán Coropuna, por su parte, es considerado el volcán más alto del sur del Perú y ha tenido actividad eruptiva en el pasado.
Además de los volcanes, el  campo volcánico de Andahua y Orcopampa también cuenta con otras estructuras volcánicas, como conos de ceniza, domos de lava y depósitos piroclásticos. Estas características geológicas han sido objeto de estudios científicos para comprender mejor la actividad volcánica en la región y evaluar los posibles riesgos volcánicos asociados.